# LST 1582
LST 1582, intitulé Technologies de l’information — Clavier informatique lituanien — Agencement de caractères (en lituanien : Informacinės technologijos — Lietuviška kompiuterio klaviatūra — Ženklų išdėstymas), est une norme lituanienne de disposition des touches des claviers informatiques publiée en 2000 par Département de normes lituanien, et mis à jour en 2012. L’agencement de clavier définit suit la norme internationale ISO/CEI 9995 et remplace la norme LST 1205-92.